# Roman Zych
Roman Zych (ur. 10 lipca 1898 w Brzezinach Wielkich, zm. 25 lutego 1953 w Kawodrzy Górnej) – plutonowy (działonowy) artylerii Wojska Polskiego. Kawaler Orderu Virtuti Militari.

## Życiorys
Urodził się 10 lipca 1898 w Brzezinach Wielkich pow. częstochowskim (obecnie osiedle na terenie dzielnicy Błeszno w Częstochowie), w rodzinie Piotra i Marianny z Cieślaków. Do służby w Wojsku Polskim wstąpił 12 lutego 1919, służył jako działonowy w 2 baterii I dywizjonu 9 pułku artylerii polowej w Białej Podlaskiej. Brał udział w wojnie polsko-bolszewickiej w szeregach 9 pułku artylerii polowej. Za swoje czyny wojenne otrzymał  Order Virtuti Militari V klasy, rozkazem L48 z dnia 27 listopada 1920 podpisanym przez gen. Władysława Sikorskiego za bohaterski czyn w bitwie na polach Stefankowic k. Hrubieszowa z Armią Konną Budionnego.
Zmarł 25 lutego 1953 w Kawodrzy Górnej, pow. częstochowski (obecnie osiedle na terenie dzielnicy Stradom w Częstochowie). Jest pochowany na cmentarzu Zacisze w Częstochowie.
8 września 2018 przy świetlicy gminnej w Brzezinach Nowych uroczyście odsłonięto tablicę upamiętniającą Romana Zycha, w 120 rocznicę jego urodzin i w 100 rocznicę odzyskania przez Polskę niepodległości.

## Ordery i odznaczenia
- Krzyż Srebrny Orderu Virtuti Militari nr 1726 (1920)[6]